# Ceresium lanigerum
Ceresium lanigerum là một loài bọ cánh cứng trong họ Cerambycidae.